# Cruz de los Caminos (Tacuarembó)
Cruz de los Caminos ist eine Ortschaft in Uruguay.

## Geographie
Cruz de los Caminos befindet sich im nördlichen Landesteil Uruguays auf dem Gebiet des Departamento Tacuarembó in dessen Sektor 12 bzw. Sektor 13. Der Ort liegt südöstlich von Las Toscas und nordöstlich von Rincón de Pereira.

## Infrastruktur
Durch den Ort verläuft die Ruta 26, die dort die Ruta 6 kreuzt.

## Einwohner
Beim Census 2011 betrug die Einwohnerzahl von Cruz de los Caminos 463, davon 224 männliche und 239 weibliche. Für die vorhergehenden Volkszählungen der Jahre 1963, 1975, 1985, 1996 und 2004 sind beim Instituto Nacional de Estadística de Uruguay keine Daten erfasst worden.
| Jahr | Einwohner |
| ---- | --------- |
| 1996 | -         |
| 2004 | -         |
| 2011 | 463       |

Quelle: Instituto Nacional de Estadística de Uruguay